# Polybia scutellaris
A Polybia scutellaris a rovarok (Insecta) osztályának hártyásszárnyúak (Hymenoptera) rendjébe, ezen belül a fullánkosdarázs-alkatúak (Apocrita) alrendjébe és a redősszárnyú darazsak (Vespidae) családjába tartozó faj.

## Előfordulása
A Polybia scutellaris előfordulási területe Dél-Amerika.

## Életmódja
Ez a ragadozó életmódot folytató darázsfaj, a nyálának és a rothadó faszövetek keverékével papírszerű vagy kartonszerű darázsfészket épít. A fészek sejtjeinek egy része az új nemzedéket őrzi, míg a másik része különböző rovarok tetemeit raktározza. A fészek külső fala nem egyenes, kis kúpszerű tüskék, vagy kiemelkedések borítják. Ezt a darázsfészket a különböző nemzedékek, akár 20-30 évig is használhatják. Kezdetleges társadalmuk van, azaz a királynő és a dolgozók között alig van különbség, méretben majdnem azonosak.
Habár ez a darázsfaj ragadozó, megvan a maga ellensége is. A púposlégyfélék (Phoridae) családjába tartozó Melaloncha nembéli fajok a hártyásszárnyúak, köztük a Polybia scutellaris élősködői.

## Képek

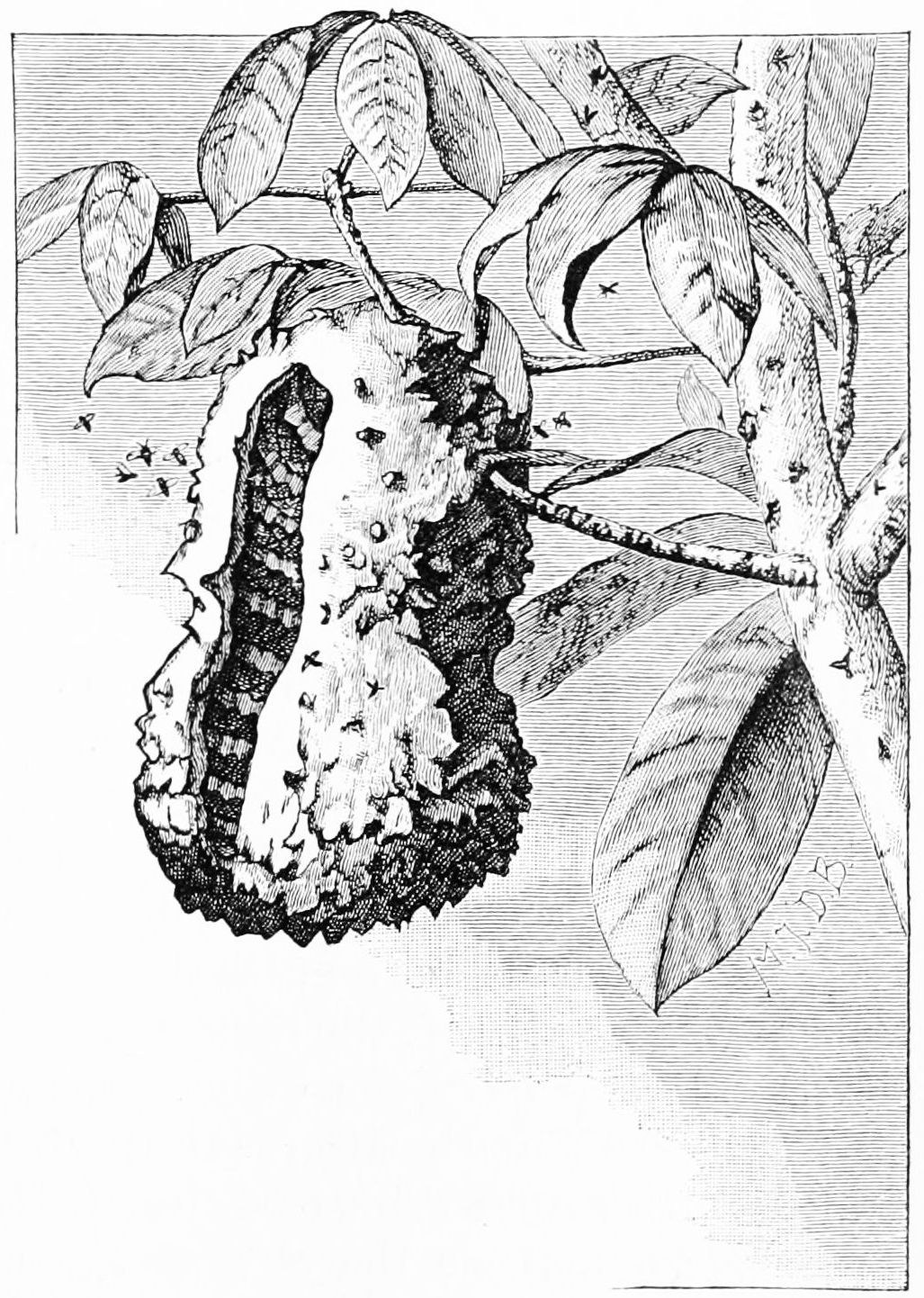
Régi rajz a fészekről